# Tatjana Albertowna Arntgolz

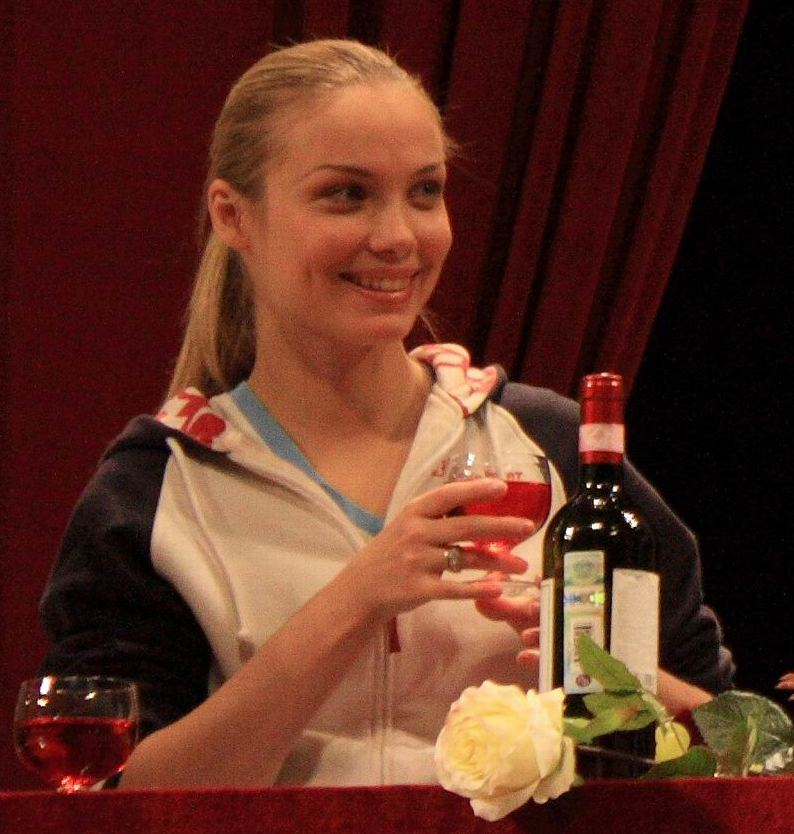
Tatjana Albertowna Arntgolz (2010)

Tatjana Albertowna Arntgolz (russisch Татьяна Альбертовна Арнтгольц; * 18. März 1982 in Kaliningrad, Sowjetunion) ist eine russische Schauspielerin.

## Leben
Arntgolz’ Eltern waren Theaterdarsteller am Dramatheater Kaliningrad. Ihr deutschstämmiger Vater, Albert Alfonsowitsch Arntgolz, ist Verdienter Künstler der Russischen Föderation, die Mutter, Walentina Michailowna Galitsch, eine Schauspielerin. Nach dem Abschluss am Lyzeum Nr. 49 in Kaliningrad (russisch Лицей № 49 Калининград), studierte Arntgolz bis 2003 zusammen mit ihrer Zwillingsschwester Olga auf der M. S. Schtschepkin-Theaterhochschule (russisch Высшее театральное училище имени М. С. Щепкина) in Moskau.
Sie war von 2008 bis 2013 mit dem russischen Schauspieler Iwan Alexejewitsch Schidkow verheiratet. Die beiden haben eine gemeinsame Tochter.
Seit Anfang 2018 ist Tatjana Arntgolz mit dem russischen Schauspieler Mark Konstantinowitsch Bogatyrjow (* 1984) liiert.

## Wirken
Arntgolz wirkte in zahlreichen russischen TV-Serien und -Filmen mit. Zuletzt übernahm sie in dem Spielfilm Сердце врага (Herz des Feindes) über den Jagdflieger Erich Hartmann die Rolle dessen Ehefrau.